# Jaded (deadmau5)
Jaded è un EP realizzato dal disc jockey e produttore discografico canadese deadmau5.
Originariamente pubblicato come Lato B del singolo in vinile del 2007 Faxing Berlin, Jaded non ha mai avuto un rilascio ufficiale per le piattaforme streaming.
Nell'ottobre 2024, Zimmerman annuncia il rilascio ufficiale del brano assieme a una versione rimasterizzata, un mix ambientale e un remix del produttore inglese Volaris.

## Tracce
1. Re_Jaded
2. Jaded (Ambient Mix)
3. Jaded (Volaris Remix)
4. Jaded